# Stadio Jorge "Mágico" González
Lo stadio Jorge "Mágico" González, noto in passato come Estadio Nacional de la Flor Blanca, è uno stadio di calcio di San Salvador, capitale di El Salvador.
L'impianto ha ospitato nel 2007 la prima edizione dei Campionati nord-centroamericani e caraibici di atletica leggera.
Il 6 marzo 2016, durante il The Book of Souls World Tour, gli Iron Maiden si sono esibiti nello stadio. Il concerto è stato il più grande evento mai realizzato nella storia di El Salvador, andato sold out con oltre 25.000 spettatori, provenienti anche dal Nicaragua, dall'Honduras e da altri paesi dell'America Centrale. La band heavy metal ha quindi battuto il precedente record, detenuto dagli Aerosmith (17.900). Il Ministro del Turismo del paese ha ringraziato di persona gli Iron Maiden per aver incluso El Salvador nel loro tour.